# فايرهيوت دادو
فايرهيوت توفا دادو (9 يناير 1984 في أرسي) هي عداءة مسافات طويلة من إثيوبيا، فازت بماراثون مدينة نيويورك في عام 2011 مع أفضل وقت شخصي قدره 2:23:15. كما حصلت على ثلاثة انتصارات متتالية في ماراثون مدينة روما.

## سيرة شخصية
شاركت أيضًا في مسابقات 10 كيلومترات وكانت الفائزة عام 2008 في سباق الدار البيضاء للسيدات، وظهرت لأول مرة في الماراثون في ذلك العام في ماراثون كوشيتسه للسلام وتمكنت من احتلال المركز الثاني في محاولتها الأولى. تلقت دعوة متأخرة للمشاركة في ماراثون مدينة روما في مارس 2009 وفاجأت الميدان بالفوز بالسباق في زمن قدره 2:27:08 ساعة - أي أسرع بعشر دقائق من أفضل زمن لها في السابق. جاء سباقها الثاني في ذلك العام في ماراثون فرانكفورت، وأنهته مرة أخرى بأقل من ساعتين ونصف لتحتل المركز الرابع. فازت بسباق نصف ماراثون بولوني-بيانكور في نوفمبر بزمن قياسي قدره 1:09:26 - وهي المرة الأولى التي تجري فيها امرأة أقل من ساعة وعشر دقائق في السباق.
وتراجعت في النصف الثاني من ماراثون مومباي 2010، واحتلت المركز الخامس، لكنها عادت إلى مستواها في ماراثون روما، حيث دافعت عن لقبها بأفضل توقيت قدره 2:25:28، وحققت أفضل رقم شخصي سابق لها. شهد سباق ضفة النهر الثالث الخامس لعام 2010 تحطيم الرقم القياسي لسباق 25 كيلومترًا، متغلبة على زمن جوان سامويلسون الذي ظل قائمًا منذ عام 1986، وفازت بماراثون فلورنسا في ذلك العام، بفوزها على صاحب المركز الثاني ميسيريت منجيستو بدقيقتين تقريبًا.

## إنجازات
| العام   | المسابقة                  | المكان                    | المركز  | حدث           | ملاحظة  |
| إثيوبيا | إثيوبيا                   | إثيوبيا                   | إثيوبيا | إثيوبيا       | إثيوبيا |
| ------- | ------------------------- | ------------------------- | ------- | ------------- | ------- |
| 2008    | ماراثون كوشيتسه للسلام    | كوشيتسه، سلوفاكيا         | 2nd     | ماراثون       | 2:37:34 |
| 2009    | ماراثون مدينة روما        | روما, إيطاليا             | 1st     | ماراثون       | 2:27:08 |
| 2009    | ماراثون فرانكفورت         | فرانكفورت, ألمانيا        | 4th     | ماراثون       | 2:29:20 |
| 2010    | ماراثون مومباي            | مومباي, الهند             | 5th     | ماراثون       | 2:33:38 |
| 2010    | ماراثون مدينة روما        | روما، إيطاليا             | 1st     | ماراثون       | 2:25:28 |
| 2010    | ماراثون فلورنسا           | فلورنسا, إيطاليا          | 1st     | ماراثون       | 2:28:58 |
| 2011    | ماراثون مدينة روما        | روما، إيطاليا             | 1st     | ماراثون       | 2:24:13 |
| 2011    | ماراثون مدينة نيويورك ‏    | نيويورك                   | 1st     | ماراثون       | 2:23:15 |
| 2012    | نصف ماراثون مدينة نيويورك | نيويورك، الولايات المتحدة | 1st     | نصف الماراثون | 1:08:35 |
| 2012    | ماراثون بوسطن             | ماساتشوستس                | 4th     | ماراثون       | 2:34:56 |
| 2014    | ماراثون براغ              | براغ, التشيك              | 1st     | ماراثون       | 2:23:34 |